# Lujiang
El condado de Lujiang (en chino simplificado, 庐江县; pinyin, Lújiāng Xiàn) es un condado de la República Popular China situado en la provincia de Anhui bajo la jurisdicción de la ciudad-prefectura de Chaohu. Su población es de 1.200.000 habitantes y su área de 2.352 km². El gobierno del condado de Lujiang está ubicado en la ciudad de Lucheng.
El condado de Lujiang tiene jurisdicción sobre 17 ciudades.
El estratega militar Zhou Yu nació en el distrito de Lujiang, que pertenece al condado de Lujiang, en 175, y fue quemado allí en 210.